# Andréanne Morin
Andréanne Morin, född den 9 augusti 1981 i Québec i Kanada, är en kanadensisk roddare.
Hon tog OS-silver i åtta med styrman i samband med de olympiska roddtävlingarna 2012 i London.